# Banan (nahija)
Nahija Banan (ar. ناحية بنان) je nahija u okrugu as-Safira, u sirijskoj pokrajini Alep. Površina nahije je 140,06 km2. Po popisu iz 2004. (prije rata), nahija je imala 17.193 stanovnika. Administrativno sjedište je u naselju Banan.